# Xã Pilot, Quận Iowa, Iowa
Xã Pilot (tiếng Anh: Pilot Township) là một xã thuộc quận Iowa, tiểu bang Iowa, Hoa Kỳ. Năm 2010, dân số của xã này là 335 người.